# Concentration de mesure
En mathématiques, la concentration de la mesure est un principe appliqué en théorie de la mesure, en statistiques, en probabilités et en combinatoire, et a des conséquences dans d'autres domaines tels que la théorie des espaces de Banach. Informellement, cela signifie qu'une fonction qui ne varie pas trop d'un point à un autre (fonction lipschitzienne) prend d'autant moins de valeurs différentes que son nombre de variables est grand. Cette fonction apparaît donc quasiment constante. Concrètement, en statistique, ce phénomène explique notamment pourquoi une fonction qui dépend de nombreuses variables indépendantes de manière lipschitzienne est essentiellement constante, permettant ainsi de fournir une autre démonstration au théorème central limite.
Le phénomène de concentration de la mesure a été mis en avant dans le début des années 1970 par Vitali Milman dans ses travaux sur la théorie locale des espaces de Banach, en étendant une idée qui remonte à l'œuvre de Paul Lévy,. Il fut approfondi dans les travaux de Milman et Gromov, Maurey, Pisier, Schechtman (en), Talagrand, Ledoux, et d'autres.

## Cadre général
Soit {\displaystyle (X,d,\mu )} un espace métrique muni d'une mesure {\displaystyle \mu } sur la tribu borélienne, telle que {\displaystyle \mu (X)=1}. Soit
{\displaystyle \alpha (\epsilon )=\sup \left\{\mu (X\setminus A_{\epsilon })\,|\,\mu (A)\geq 1/2\right\},}
où {\displaystyle \epsilon >0} et où
{\displaystyle A_{\epsilon }=\left\{x\in X\,|\,d(x,A)<\epsilon \right\}}
est l'{\displaystyle \epsilon }-extension d'un sous-ensemble {\displaystyle A} de {\displaystyle X}.
La fonction {\displaystyle \alpha (\cdot )} est appelée le taux de concentration de l'espace {\displaystyle (X,d,\mu )}. La définition équivalente suivante a de nombreuses applications :
{\displaystyle \alpha (\epsilon )=\sup \mu (\{F\geq \mathop {M} +\epsilon \})},
où le supremum est pris sur toutes les fonctions 1-lipschitziennes {\displaystyle F:X\to \mathbb {R} }, et où la médiane (ou moyenne de Lévy) {\displaystyle M=\mathop {\mathrm {Med} } F} satisfait les inégalités
{\displaystyle \mu \{F\geq M\}\geq 1/2,\;\;\mu \{F\leq M\}\geq 1/2.}
Informellement, l'espace {\displaystyle X} présente un phénomène de concentration si {\displaystyle \alpha (\epsilon )} diminue très vite quand {\displaystyle \epsilon } grandit. Plus formellement, une famille d'espaces métriques mesurés {\displaystyle (X_{n},d_{n},\mu _{n})} est appelée famille de Lévy si les taux de concentration correspondants {\displaystyle \alpha _{n}} satisfont :
{\displaystyle \forall \epsilon >0\,\,\alpha _{n}(\epsilon )\to 0{\rm {\;lorsque\;}}n\to \infty ,}
et une famille de Lévy normale s'il existe des constantes {\displaystyle c,C>0} telles que :
{\displaystyle \forall \epsilon >0\,\,\alpha _{n}(\epsilon )\leq C\exp(-cn\epsilon ^{2})}.
Voir ci-dessous pour des exemples.

## Concentration sur la sphère
Le premier exemple remonte à Paul Lévy. Considérons la sphère {\displaystyle S^{n}} munie de la mesure sphérique normalisée {\displaystyle \sigma _{n}} (de masse totale 1, {\displaystyle \sigma _{n}(S^{n})=1}). D'après le théorème isopérimétrique sphérique, parmi tous les sous-ensembles {\displaystyle A} de la sphère {\displaystyle S^{n}} de mesure sphérique {\displaystyle \sigma _{n}(A)} prescrite, disons {\displaystyle \sigma _{n}(A)=m}, la calotte sphérique
{\displaystyle \left\{x\in S^{n}|\mathrm {dist} (x,x_{0})\leq R\right\},}
de mesure {\displaystyle m} (pour un {\displaystyle R} approprié) a la plus petite {\displaystyle \epsilon }-extension {\displaystyle A_{\epsilon }}, pour tout {\displaystyle \epsilon >0}.
En appliquant ceci à des ensembles de mesure {\displaystyle \sigma _{n}(A)=1/2}, on peut déduire l'inégalité de concentration suivante :
{\displaystyle \sigma _{n}(A_{\epsilon })\geq 1-C\exp(-cn\epsilon ^{2})},
où {\displaystyle C,c} sont des constantes universelles ; en pratique  {\displaystyle C=1,c=1/2} sont valables mais sont non-optimales. Par conséquent, la famille des sphères {\displaystyle (S^{n})_{n}} correspond à la définition ci-dessus d'une famille de Lévy normale.
Vitali Milman a appliqué ce fait à plusieurs problèmes dans la théorie locale des espaces de Banach, en particulier afin d'établir une nouvelle preuve du théorème de Dvoretzky.
Ce résultat est contre-intuitif car il implique que si vous vous tenez à la surface d'une sphère de dimension {\displaystyle n} et de rayon {\displaystyle 1}, alors la quasi-totalité de cette surface est à une distance de vous qui est voisine de {\displaystyle \pi /2} (si la distance utilisée est la plus courte distance parcourue sur la sphère,
la distance géodésique). Ce résultat est contre-intuitif car notre intuition n'est confrontée qu'aux sphères de dimension 0 (2 points), 1 (un cercle) et 2 (une balle de ping-pong) et que cet effet est peu marqué pour d'aussi petites dimensions (voir tableau[réf. nécessaire]. On rappelle que tous les points de {\displaystyle S^{n}} sont à une distance inférieure à {\displaystyle \pi } de vous).
| dimension               | proportion de la surface de {\displaystyle S^{n}} à plus d'une distance {\displaystyle \pi /4} de vous |
| ----------------------- | --- |
| 0                       | {\displaystyle 1/2} = 0.5                                                                              |
| 1                       | {\displaystyle 3/4} = 0.75                                                                             |
| 2                       | {\displaystyle {\frac {18-\pi }{16}}}{\displaystyle \approx }0.9286                                    |
| {\displaystyle \vdots } | {\displaystyle \vdots }                                                                                |
| 20                      | {\displaystyle \geq 1-\exp \left(-{\frac {20(\pi /4)^{2}}{2}}\right)\approx }0.998                     |
| {\displaystyle \vdots } | {\displaystyle \vdots }                                                                                |
| 100                     | {\displaystyle \geq 1-\exp \left(-{\frac {100(\pi /4)^{2}}{2}}\right)\approx }0.9999998                |

## Autres exemples
- Inégalité de concentration de Talagrand
- Inégalité isopérimétrique gaussienne